# Бажан Валентин Платонович
Валентин Платонович Бажан (1907, Кам'янець-Подільський — 5 липня 1967, Київ) — український радянський перекладач і журналіст, рідний брат письменника Миколи Бажана.

## Біографія
Народився у 1907 році в місті Кам'янці-Подільському у родині військового топографа Платона Артемовича Бажана. Дитячі роки разом з батьками, сестрою і братом провів в Умані.
Помер 5 липня 1967 року в Києві. Похований на Байковому кладовищі (ділянка № 16).